# Jon Aramburu
Jon Mikel Aramburu Mejías (Caracas, 23 luglio 2002) è un calciatore venezuelano, difensore della Real Sociedad e della nazionale venezuelana.

## Carriera

### Club
Cresciuto nel settore giovanile del Dep. La Guaira, debutta in prima squadra il 23 febbraio 2020, in occasione dell'incontro di Primera Categoría Serie A vinto per 2-0 contro la Portuguesa FC. Il 22 aprile 2021 bagna anche il suo esordio in Coppa Libertadores, nell'incontro pareggiato per 1-1 contro i brasiliani dell'Atlético Mineiro.
Il 20 luglio 2022 viene acquistato dagli spagnoli del Real Unión, militanti in terza divisione.

### Nazionale
Nel 2019 con la nazionale venezuelana Under-17 ha preso parte al campionato sudamericano di categoria, mentre nel 2022 con la nazionale venezuelana Under-23 ha preso parte al Torneo di Tolone.
Debutta in nazionale maggiore il 18 giugno 2023, disputando da titolare l'amichevole vinta per 1-0 contro il Guatemala.
Il 15 ottobre 2024 realizza il suo primo gol per la massima selezione venezuelana nella sconfitta per 2-1 in casa del Paraguay.

## Statistiche

### Presenze e reti nei club
Statistiche aggiornate al 3 agosto 2022.
| Stagione              | Squadra               | Campionato            | Campionato | Campionato | Coppe nazionali | Coppe nazionali | Coppe nazionali | Coppe continentali | Coppe continentali | Coppe continentali | Altre coppe | Altre coppe | Altre coppe | Totale | Totale |
| Stagione              | Squadra               | Comp                  | Pres       | Reti       | Comp            | Pres            | Reti            | Comp               | Pres               | Reti               | Comp        | Pres        | Reti        | Pres   | Reti   |
| --------------------- | --------------------- | --------------------- | ---------- | ---------- | --------------- | --------------- | --------------- | ------------------ | ------------------ | ------------------ | ----------- | ----------- | ----------- | ------ | ------ |
| 2020                  | Dep. La Guaira        | PD                    | 17         | 0          | CV              | 0               | 0               |                    | -                  | -                  |             | -           | -           | 17     | 0      |
| 2021                  | Dep. La Guaira        | PD                    | 30         | 1          | CV              | 0               | 0               | CL                 | 2                  | 0                  |             | -           | -           | 32     | 1      |
| gen.-lug. 2022        | Dep. La Guaira        | PD                    | 13         | 0          | CV              | 0               | 0               | CS                 | 7                  | 0                  |             | -           | -           | 20     | 0      |
| Totale Dep. La Guaira | Totale Dep. La Guaira | Totale Dep. La Guaira | 60         | 1          |                 | 0               | 0               |                    | 9                  | 0                  |             | -           | -           | 69     | 1      |
| 2022-2023             | Real Unión            | PF                    | 0          | 0          |                 | -               | -               |                    | -                  | -                  |             | -           | -           | 0      | 0      |
| Totale carriera       | Totale carriera       | Totale carriera       | 60         | 1          |                 | 0               | 0               |                    | 9                  | 0                  |             | -           | -           | 69     | 1      |

### Cronologia presenze e reti in nazionale
| Cronologia completa delle presenze e delle reti in nazionale ― Venezuela | Cronologia completa delle presenze e delle reti in nazionale ― Venezuela | Cronologia completa delle presenze e delle reti in nazionale ― Venezuela | Cronologia completa delle presenze e delle reti in nazionale ― Venezuela | Cronologia completa delle presenze e delle reti in nazionale ― Venezuela | Cronologia completa delle presenze e delle reti in nazionale ― Venezuela | Cronologia completa delle presenze e delle reti in nazionale ― Venezuela | Cronologia completa delle presenze e delle reti in nazionale ― Venezuela |
| Data                                                                     | Città                                                                    | In casa                                                                  | Risultato                                                                | Ospiti                                                                   | Competizione                                                             | Reti                                                                     | Note                                                                     |
| ------------------------------------------------------------------------ | ------------------------------------------------------------------------ | ------------------------------------------------------------------------ | ------------------------------------------------------------------------ | ------------------------------------------------------------------------ | ------------------------------------------------------------------------ | ------------------------------------------------------------------------ | ------------------------------------------------------------------------ |
| 18-6-2023                                                                | East Hartford                                                            | Venezuela                                                                | 1 – 0                                                                    | Guatemala                                                                | Amichevole                                                               | -                                                                        |                                                                          |
| 21-3-2024                                                                | Fort Lauderdale                                                          | Venezuela                                                                | 1 – 2                                                                    | Italia                                                                   | Amichevole                                                               | -                                                                        | 86’                                                                      |
| 24-3-2024                                                                | Houston                                                                  | Guatemala                                                                | 0 – 0                                                                    | Venezuela                                                                | Amichevole                                                               | -                                                                        | 76’                                                                      |
| 26-6-2024                                                                | Inglewood                                                                | Venezuela                                                                | 1 – 0                                                                    | Messico                                                                  | Coppa America 2024 - 1º turno                                            | -                                                                        |                                                                          |
| 30-6-2024                                                                | Austin                                                                   | Giamaica                                                                 | 0 – 3                                                                    | Venezuela                                                                | Coppa America 2024 - 1º turno                                            | -                                                                        | 81’                                                                      |
| 5-7-2024                                                                 | Arlington                                                                | Venezuela                                                                | 1 – 1 (3 – 4 dtr)                                                        | Canada                                                                   | Coppa America 2024 - Quarti di finale                                    | -                                                                        | 90+4’                                                                    |
| 5-9-2024                                                                 | El Alto                                                                  | Bolivia                                                                  | 4 – 0                                                                    | Venezuela                                                                | Qual. Mondiali 2026                                                      | -                                                                        |                                                                          |
| 10-9-2024                                                                | Maturín                                                                  | Venezuela                                                                | 0 – 0                                                                    | Uruguay                                                                  | Qual. Mondiali 2026                                                      | -                                                                        |                                                                          |
| 10-10-2024                                                               | Maturín                                                                  | Venezuela                                                                | 1 – 1                                                                    | Argentina                                                                | Qual. Mondiali 2026                                                      | -                                                                        |                                                                          |
| 15-10-2024                                                               | Asunción                                                                 | Paraguay                                                                 | 2 – 1                                                                    | Venezuela                                                                | Qual. Mondiali 2026                                                      | 1                                                                        | 70’                                                                      |
| 14-11-2024                                                               | Maturin                                                                  | Venezuela                                                                | 1 – 1                                                                    | Brasile                                                                  | Qual. Mondiali 2026                                                      | -                                                                        |                                                                          |
| 19-11-2024                                                               | Santiago del Cile                                                        | Cile                                                                     | 4 – 2                                                                    | Venezuela                                                                | Qual. Mondiali 2026                                                      | -                                                                        | 43’ 71’                                                                  |
| 25-3-2025                                                                | Maturín                                                                  | Venezuela                                                                | 1 – 0                                                                    | Perù                                                                     | Qual. Mondiali 2026                                                      | -                                                                        |                                                                          |
| 6-6-2025                                                                 | Maturín                                                                  | Venezuela                                                                | 2 – 0                                                                    | Bolivia                                                                  | Qual. Mondiali 2026                                                      | -                                                                        |                                                                          |
| 10-6-2025                                                                | Montevideo                                                               | Uruguay                                                                  | 2 – 0                                                                    | Venezuela                                                                | Qual. Mondiali 2026                                                      | -                                                                        | 76’                                                                      |
| Totale                                                                   |                                                                          | Presenze                                                                 | 15                                                                       |                                                                          | Reti                                                                     | 1                                                                        |                                                                          |

## Palmarès

### Club

#### Competizioni nazionali
- Campionato venezuelano: 1

Dep. La Guaira: 2020